# Hilcrhyme Theater vol.1
『Hilcrhyme Theater vol.1』（ヒルクライム・シアター・ボリューム 1）は、2011年2月23日にユニバーサルJから発売されたHilcrhymeの映像作品である。

## 概要
Hilcrhyme初のミュージック・ビデオ集。ボーナスクリップとして「No.109」のPVが収録されている。

## 収録曲
1. 純也と真菜実
2. 春夏秋冬
3. もうバイバイ
4. 大丈夫
5. ルーズリーフ
6. トラヴェルマシン
7. Shampoo

- Bonus Clip
  1. No.109-Show Case Edit-